# Catádromo

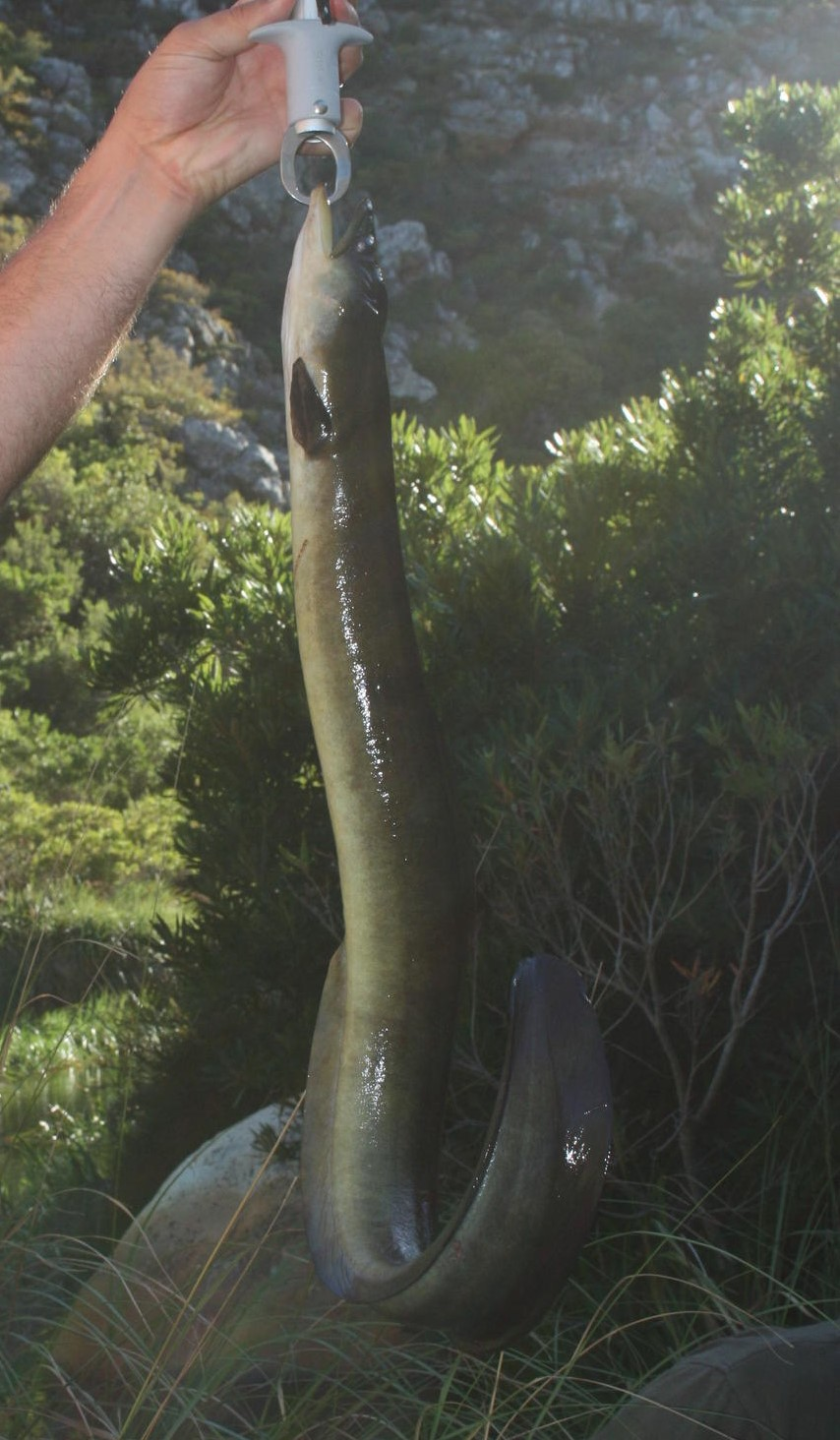
A enguia é um exemplar de peixe catádromo.

Catádromos são os peixes ou outros animais aquáticos que se reproduzem em água salgada, mas se desenvolvem até á forma adulta em água doce, como, por exemplo, as enguias.
As migrações dos animais aquáticos podem ser de vários tipos. Os catádromos são uma forma dos diádromos.